# آمریکایی‌های اقیانوسیه‌ای‌تبار
آمریکایی‌های اقیانوسیه‌ای‌تبار (که در زبان عامیانه آمریکایی‌های جزیره‌ای نیز نامیده می‌شوند) آمریکایی‌هایی هستند که تبار اقیانوسیه‌ای دارند (یا از نوادگان مردمان بومی اقیانوسیه هستند). سرشماری ایالات متحده برای مقاصد خود، بومیان استرالیا را نیز بخشی از این گروه به شمار می‌آورد.
آمریکایی‌های اقیانوسیه‌ای‌تبار ۰.۵٪ از جمعیت ایالات متحده را تشکیل می‌دهند که با احتساب افراد دارای‌تبار آمیختهٔ اقیانوسیه‌ای، شمارشان به حدود ۱.۴ میلیون نفر می‌رسد. بزرگ‌ترین زیرگروه‌های قومی آمریکایی‌های اقیانوسیه‌ای‌تبار عبارتند از بومیان هاوایی، ساموآیی‌ها و چاموروها. بخش بزرگی از جمعیت اقیانوسیه‌ای‌تبار در هاوایی، آلاسکا، کالیفرنیا، یوتا و تگزاس ساکن هستند.
ممکن است آمریکایی‌های اقیانوسیه‌ای‌تبار را آمریکایی اقیانوسی به حساب آورند، اما این گروه ممکن است شامل استرالیایی‌ها و نیوزیلندی‌تبارها نیز باشد که می‌توانند از قومیتی غیر از جزیره‌نشینان اقیانوسیه باشند. بسیاری از آمریکایی‌های اقیانوسیه‌ای‌تبار با نژادهای دیگر، به ویژه اروپایی‌ها و آسیایی‌ها، آمیخته‌اند، زیرا اقیانوسیه‌ای‌تبارها جمعیت کوچکی را در چندین جامعه در سراسر سرزمین اصلی ایالات متحده تشکیل می‌دهند.
ساموآی آمریکا، گوآم و جزایر ماریانای شمالی مناطق جزیره‌ای (قلمروهای ایالات متحده) هستند، در حالی که هاوایی یک ایالت است.
تاریخچه
مرحلهٔ نخست: مهاجرت هاواییایی‌ها (سده‌های ۱۸ و ۱۹)

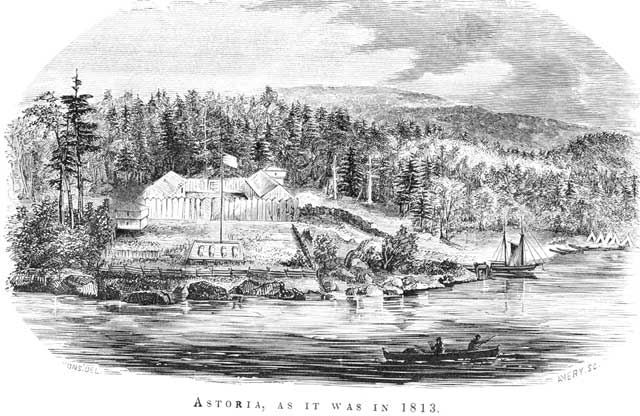
طرح گابریل فرانشر از فورت آستوریا در سال ۱۸۱۳

مهاجرت از اقیانوسیه به ایالات متحده در دههٔ آخر سدهٔ هجدهم آغاز شد، اما اولین مهاجرانی که به این کشور رسیدند بومیان هاوایی بودند. مردم از دیگر مناطق اقیانوسیه (به جز استرالیایی‌ها و مائوری‌ها) تا اواخر سدهٔ نوزدهم به ایالات متحده مهاجرت نکردند. اولین بومیان هاوایی که در ایالات متحده امروزی زندگی کردند، تاجران خز بودند. آنها توسط تاجران خز بریتانیایی در هاوایی استخدام شده و به شمال غربی ایالات متحده برده شدند و از آنجا شبکه‌های تجاری با هونولولو توسعه یافت. با این حال، آنها برای انجام کارهای مشابه دستمزد کمتری نسبت به آمریکایی‌ها دریافت می‌کردند و پس از پایان قراردادهایشان به هاوایی بازمی‌گشتند. اولین بومیان هاوایی که به طور دائم در ایالات متحده ساکن شدند، در سال ۱۸۱۱ در مستعمرهٔ آستوریا (در اورگن امروزی) سکونت گزیدند که توسط بنیانگذار آن، تاجر خز جان جیکوب آستور، به آنجا آورده شده بودند. آستور شرکت خز اقیانوس آرام را در این مستعمره ایجاد کرد و از بومیان هاوایی برای ساخت زیرساخت‌ها و خانه‌های شهر و توسعه بخش اولیه (کشاورزی، شکار و ماهیگیری) استفاده کرد. استخدام کاری بومیان هاوایی برای خدمت به شرکت انجام می‌شد (اگرچه بعدها، بیشتر آنها برای شرکت شمال غربی کار کردند، زمانی که این شرکت در سال ۱۸۱۳ شرکت خز اقیانوس آرام را جذب کرد).
پس از سال ۱۸۱۳، بومیان هاوایی به مهاجرت به شمال غربی پسیفیک ادامه دادند. آنها برای کار در شرکت‌هایی مانند شرکت هادسونز بی (که شرکت شمال غربی را در سال ۱۸۲۱ جذب کرد) و شرکت ماهیگیری و بازرگانی کلمبیا و همچنین در هیئت‌های تبلیغی مسیحی مهاجرت کردند. از سال ۱۸۱۹، برخی گروه‌های دانشجویان پروتستان پلی‌نزیایی برای تحصیل در رشتهٔ الهیات به ایالات متحده مهاجرت کردند. از دهه ۱۸۳۰، گروه دیگری از بومیان هاوایی به سواحل کالیفرنیا رسیدند، جایی که تاجر بودند و جوامعی تشکیل دادند. به طوری که در سال ۱۸۴۷، آنها ۱۰٪ از جمعیت یربا بوئنا، که اکنون سان فرانسیسکو نامیده می‌شود، را تشکیل می‌دادند. در طول تب طلای کالیفرنیا، بسیاری دیگر از بومیان هاوایی برای کار به عنوان معدنچی به کالیفرنیا مهاجرت کردند.
در سال ۱۸۸۹، اولین مستعمرهٔ مورمون‌های پلی‌نزیایی در یوتا تأسیس شد که متشکل از بومیان هاوایی، تاهیتیایی‌ها، ساموآیی‌ها و مائوری‌ها بود. همچنین در اواخر سدهٔ نوزدهم، گروه‌های کوچکی از جزیره‌نشینان اقیانوسیه، که معمولاً ملوان بودند، به سواحل غربی، عمدتاً در سانفرانسیسکو، نقل مکان کردند. بعدها، ایالات متحده هاوایی را در سال ۱۸۹۶، گوآم را در سال ۱۸۹۸ و ساموآی آمریکا را در سال ۱۹۰۰ اشغال کرد. این واقعیت، مهاجرت اقیانوسیه‌ای‌ها به ایالات متحده را متنوع ساخت.
مرحلهٔ دوم (سده‌های ۲۰ و ۲۱)
با این حال، نخستین سند از حضور آمریکایی‌های اقیانوسیه‌ای‌تبار غیرهاواییایی در ایالات متحده به سال ۱۹۱۰ بازمی‌گردد که اولین گوآمی‌ها در این کشور زندگی می‌کردند. در دهه‌های بعد، گروه‌های کوچکی از مردم جزایری مانند هاوایی، گوآم، تونگا یا ساموآی آمریکا به ایالات متحده مهاجرت کردند. بسیاری از آنها مورمون بودند (از جمله بیشتر تونگایی‌ها و ساموآیی‌های آمریکایی)، که برای کمک به ساخت کلیساهای مورمون، یا برای کسب تحصیلات، چه در لائیه و چه در سالت لیک سیتی، مهاجرت کردند. با این حال، مهاجرت جزیره‌نشینان اقیانوسیه به ایالات متحده تا پایان جنگ جهانی دوم اندک بود، زمانی که بسیاری از ساموآیی‌های آمریکایی، گوآمی‌ها (که در سال ۱۹۲۹ شهروندی آمریکا را به دست آوردند)، و تونگایی‌ها به ایالات متحده مهاجرت کردند. بیشتر آنها در ارتش بودند یا با افراد نظامی ازدواج کرده بودند، اما برخی از جزیره‌نشینان اقیانوسیه، به ویژه تونگایی‌ها، در مراکز مذهبی و فرهنگی مختلف به دنبال کار بودند. از آن زمان به بعد، مهاجرت هر دهه افزایش و تنوع یافت و اکثریت به مناطق شهری غربی و هاوایی مهاجرت کردند.
این افزایش و تنوع در مهاجرت اقیانوسیه‌ای‌ها به ویژه در دهه ۱۹۵۰ صادق بود. در سال ۱۹۵۰، جمعیت گوآم شهروندی کامل آمریکا را به دست آورد. در سال ۱۹۵۲، بومیان ساموآی آمریکا از طریق قانون مهاجرت و تابعیت ۱۹۵۲، به تابعیت آمریکا درآمدند، هرچند شهروند آمریکا محسوب نمی‌شدند. اندکی پس از آن، اولین موج‌های بزرگ مهاجرت از ساموآی آمریکا و گوآم پدیدار شد، در حالی که گروه‌های دیگری از مکان‌هایی مانند پلی‌نزی فرانسه، پالائو یا فیجی شروع به مهاجرت کردند. بیش از ۵۱۰۰ جزیره‌نشین اقیانوسیه در دهه ۱۹۵۰ به ایالات متحده مهاجرت کردند که بیشتر آنها از ساموآی آمریکا، گوآم و تونگا بودند. اولین آنها پرسنل نظامی ساموآیی بودند که در پایگاه‌های آمریکایی پاگو پاگو کار می‌کردند اما زمانی که ساموآی آمریکا تحت ادارهٔ وزارت کشور ایالات متحده قرار گرفت، به پایگاه‌های آمریکایی هونولولو نقل مکان کردند و بستگانشان نیز به آنها پیوستند. بیشتر مهاجران جدید اقیانوسیه‌ای‌تبار، مورمون بودند و بسیاری از جزیره‌نشینان منطقه برای یافتن فرصت‌های اقتصادی به ایالات متحده مهاجرت کردند.
در سال ۱۹۵۹، هاوایی به یک ایالت تبدیل شد و بومیان آن شهروندی ایالات متحده را دریافت کردند. این امر بیش از ۶۳۰,۰۰۰ نفر را به آمریکایی تبدیل کرد؛ بسیاری از آنها جزیره‌نشینان اقیانوسیه، هم بومیان هاوایی و هم مردمانی از دیگر خاستگاه‌های اقیانوسیه‌ای بودند. بدین ترتیب، مهاجرت هاواییایی‌ها به سرزمین اصلی ایالات متحده افزایش یافت. در دهه ۱۹۶۰، بسیاری دیگر از جزیره‌نشینان اقیانوسیه به ایالات متحده مهاجرت کردند، که عمدتاً به دلیل افزایش مهاجرت از گوآم، فیجی، تونگا و مجمع‌الجزایر ساموآ (هم ساموآی مستقل و هم آمریکایی) بود. جزیره‌نشینان اقیانوسیه به دلایل مختلفی مهاجرت کردند: بسیاری از گوآمی‌ها از جنگ کره و توفان کارن گریختند، و جمعیت فیجیایی‌تبار ساکن در ایالات متحده از چند ده نفر در دهه ۱۹۵۰ به بیش از ۴۰۰ نفر افزایش یافت. مهاجرت جزیره‌نشینان اقیانوسیه به ویژه از سال ۱۹۶۵ افزایش یافت، زمانی که دولت ایالات متحده مهاجرت غیراروپایی‌ها به این کشور را تسهیل کرد. بسیاری از آنها برای چیدن میوه در کالیفرنیا استخدام شدند.
در طول دهه ۱۹۷۰، بیش از نه هزار جزیره‌نشین اقیانوسیه به ایالات متحده مهاجرت کردند، بیشتر از ساموآ (هم غربی و هم آمریکایی)، گوآم، تونگا و فیجی، و همچنین از جزایر دیگری مانند ایالات فدرال میکرونزی یا پالائو. بسیاری از این افراد برای تحصیل در دانشگاه‌های آمریکا مهاجرت کردند. علاوه بر این، در دهه ۱۹۸۰، مهاجرت از جزایر اقیانوس آرام به ایالات متحده با دستیابی این کشور به جزایر ماریانای شمالی در سال ۱۹۸۶ و امضای توافقنامه‌ای با TTPI (ایالات فدرال میکرونزی، پالائو و جزایر مارشال) به نام پیمان اتحادیه آزاد، متنوع‌تر شد. پیمان اتحادیه آزاد به ساکنان TTPI اجازه می‌دهد بدون ویزا به ایالات متحده سفر کرده و در آنجا کار کنند.
 از سوی دیگر، شرکت تایسون فودز، که بخش قابل توجهی از جمعیت جزایر مارشال را به کار گرفته بود، بسیاری از کارمندان مارشالی خود را به اسپرینگدیل، آرکانزاس، جایی که مقر این شرکت است، منتقل کرد. با این حال، بیشتر جزیره‌نشینان اقیانوسیه به مهاجرت به مناطق شهری غربی و هاوایی ادامه دادند. بیش از پنج هزار جزیره‌نشین اقیانوسیه در دهه ۱۹۹۰ به ایالات متحده مهاجرت کردند و عمدتاً در شهرهای غربی مانند لس آنجلس، سانفرانسیسکو، سیاتل یا سالت لیک سیتی ساکن شدند. در سرشماری ۲۰۰۰ ایالات متحده، تقریباً از تمام کشورهای اقیانوسیه نام برده شده بود، اگرچه تنها گروه‌های قومی ذکر شده در این مقاله شامل هزاران نفر بودند. در دهه‌های ۲۰۰۰ و ۲۰۱۰، چندین هزار جزیره‌نشین اقیانوسیه دیگر به ایالات متحده مهاجرت کردند.
جمعیت
جمعیت‌شناسی

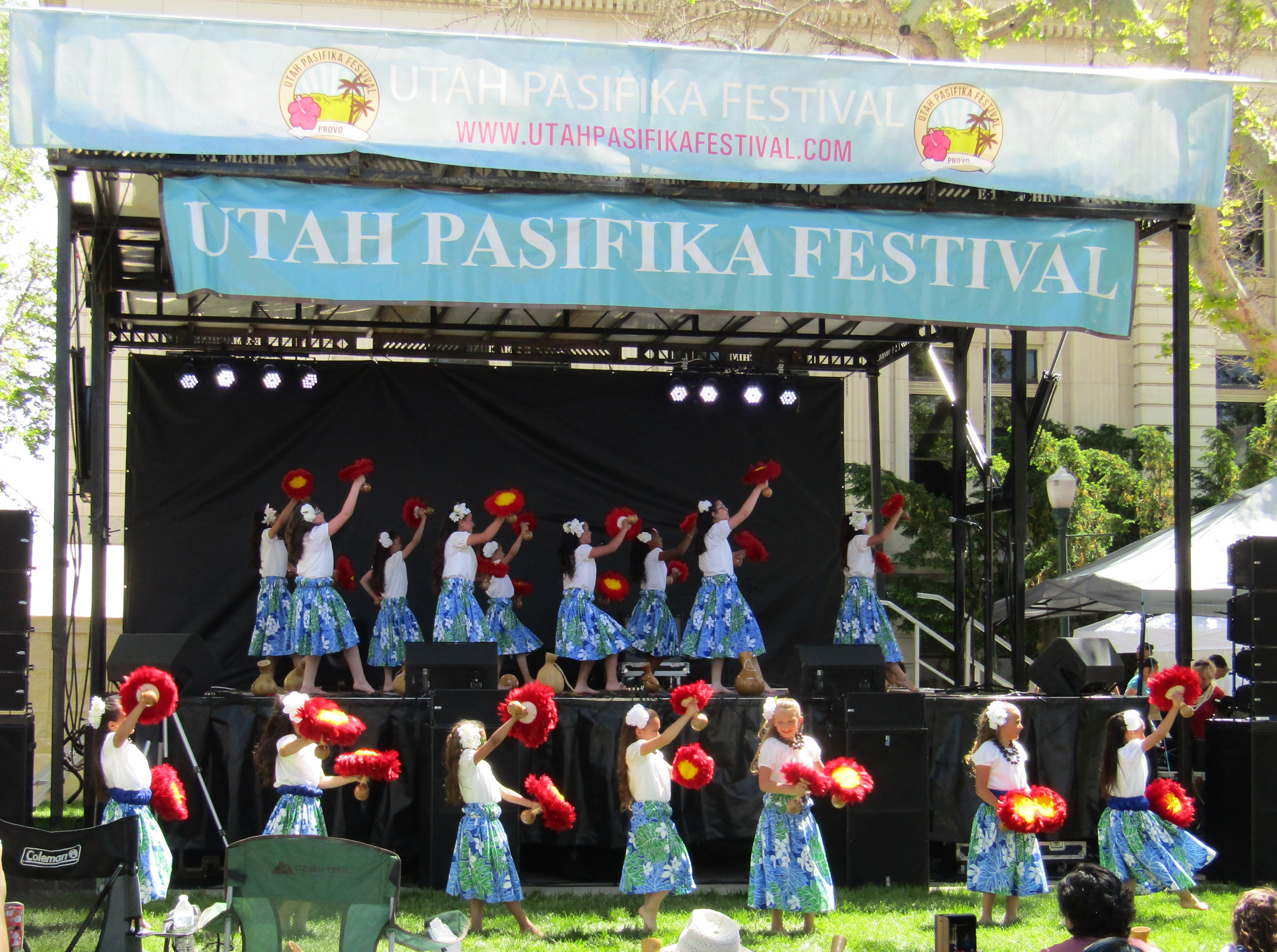
جشنواره پاسیفیکای یوتا

در سرشماری‌های سال ۲۰۰۰ و ۲۰۱۰، اصطلاح «بومی هاوایی یا دیگر جزیره‌نشینان اقیانوسیه» به افرادی اطلاق می‌شود که خاستگاهشان از هر یک از مردمان اصلی هاوایی، گوآم، تونگا، ساموآ، فیجی، نیوزیلند و جزایر مارشال یا سایر جزایر اقیانوس آرام باشد. بیشتر آمریکایی‌های اقیانوسیه‌ای‌تبار از تبار بومیان هاوایی، ساموآیی و چامورو هستند.
این واقعیت که هاوایی یک ایالت آمریکاست (به این معنی که تقریباً کل جمعیت بومی هاوایی در ایالات متحده زندگی می‌کنند)، و همچنین مهاجرت و نرخ بالای زاد و ولد جزیره‌نشینان اقیانوسیه، به ماندگاری و افزایش این جمعیت در ایالات متحده (به‌ویژه در تعداد افرادی که از تبار آمیختهٔ اقیانوسیه‌ای هستند) کمک کرده است. در سرشماری سال ۲۰۱۰، ۱٬۲۲۵٬۱۹۵ آمریکایی نژاد خود را «بومی هاوایی یا دیگر جزیره‌نشینان اقیانوسیه»، به تنهایی یا به صورت ترکیبی، اعلام کردند. بیشتر آنها در مناطق شهری هاوایی و کالیفرنیا زندگی می‌کنند، اما جمعیت‌های قابل توجهی نیز در ایالت واشینگتن، یوتا، نوادا، اورگن، تگزاس، فلوریدا، آریزونا و نیویورک دارند. از سوی دیگر، آمریکایی‌های اقیانوسیه‌ای‌تبار در ساموآی آمریکا، گوآم و جزایر ماریانای شمالی، که بسیاری از آنها بومی آنجا هستند، اکثریت جمعیت (یا گروه قومی اصلی) را تشکیل می‌دهند.
مناطق مبدأ

#### آمریکایی‌های ملانزیایی‌تبار
آمریکایی‌های ملانزیایی‌تبار، آمریکایی‌هایی هستند که تبار ملانزیایی دارند.
بیشتر آنها از تبار فیجیایی هستند. بیشتر آمریکایی‌های فیجیایی‌تبار از تبار فیجیایی‌ها و هندی هستند. بیش از ۳۲٬۰۰۰ نفر با اصالت فیجیایی در ایالات متحده زندگی می‌کنند. بیشتر آنها در کالیفرنیا ساکن هستند.
جوامع کوچک‌تری با اصالت کالدونیای جدید، پاپوآیی، وانواتویی و جزایر سلیمان نیز در ایالات متحده زندگی می‌کنند.

#### آمریکاییان میکرونزی‌تبار
آمریکاییان میکرونزی‌تبار، آمریکاییانی‌اند که از تبار میکرونزیایی‌ها هستند. آنان از سراسر این ناحیه می‌آیند؛ عمدتاً از جزایر ماریانا، و همچنین از قلمروهایی چون جزایر مارشال، ایالات فدرال میکرونزی و پالائو.
بیش از ۸٬۰۰۰ نفر در ایالات متحده زندگی می‌کنند که ریشهٔ آنان به ایالات فدرال میکرونزی بازمی‌گردد. بیشترشان در هاوایی، کالیفرنیا، اورگن و تگزاس، و نیز در جزایر ماریانا ساکن‌اند. افزون بر این، حدود ۷٬۰۰۰ آمریکایی از تبار پالائویی هستند.
بر پایهٔ سرشماری ۲۰۱۰، بزرگ‌ترین جمعیت‌های چامورو در ایالت‌های کالیفرنیا، واشینگتن و تگزاس قرار داشت، اما مجموع شمارشان در این سه ایالت کمتر از نیمی از کل جمعیت چامورو در سراسر ایالات متحده بود. این سرشماری همچنین نشان داد که مردم چامورو در میان گروه‌های اقیانوسیه‌تبارِ کشور، از نظر جغرافیایی گسترده‌ترین پراکندگی را دارند.
آمریکاییان مارشالی از جزایر مارشال می‌آیند. در سرشماری ۲۰۱۰، ۲۲٬۴۳۴ نفر در ایالات متحده خود را از تبار مارشالی معرفی کردند. با پیوستن جزایر مارشال به «پیمان هم‌وابستگی آزاد» در ۱۹۸۶، مارشالی‌ها اجازهٔ مهاجرت و کار در آمریکا را یافتند. انگیزه‌های مهاجرت گوناگون بود؛ برخی برای فرصت‌های آموزشی، به‌ویژه برای فرزندان‌شان، برخی برای کار یا دسترسی به مراقبت‌های درمانی بهتر. اخراج‌های گستردهٔ دولتی در مارشال در سال ۲۰۰۰ موج دوم بزرگی از مهاجرت را رقم زد. آرکانزاس با بیش از ۶٬۰۰۰ نفر، بزرگ‌ترین جمعیت مارشالی را دارد و بسیاری در اسپرینگدیل (آرکانزاس) زندگی می‌کنند؛ مارشالی‌ها بیش از ۵٪ جمعیت این شهر را تشکیل می‌دهند. از دیگر کانون‌های مهم می‌توان به اسپوکن (واشینگتن) و کوستا مسا (کالیفرنیا) اشاره کرد.
جوامع کوچک‌تری از تبار کیریباتی و نائوری نیز در ایالات متحده زندگی می‌کنند.

#### آمریکاییان پلی‌نزیایی‌تبار
Polynesian Americans به آمریکاییانی گفته می‌شود که از تبار پلی‌نزیایی‌ها هستند.
زیرگروه‌های بزرگ آمریکاییان پلی‌نزیایی‌تبار شامل بومیان هاوایی و ساموآیی‌های آمریکایی است. همچنین جوامع کوچک‌تری از تونگایی‌های آمریکایی، فرانسوی-پلی‌نزیایی‌های آمریکایی و مائوری‌های آمریکایی وجود دارد.
حضور قابل‌توجهی از بومیان هاوایی در لاس وگاس دیده می‌شود. این شهر گاه «جزیرهٔ نهم» خوانده می‌شود که کنایه‌ای است به هشت جزیرهٔ هاوایی.
ساموآییِ آمریکایی به کسی گفته می‌شود که از تبار ساموآیی‌ها باشد، چه از کشور ساموآ و چه از ناحیه جزیره‌ای «ساموآی آمریکا». این گروه زیرمجموعه‌ای از آمریکاییان پلی‌نزیایی‌تبار است. حدود ۵۵٬۰۰۰ نفر در ساموآی آمریکا زندگی می‌کنند، در حالی‌که سرشماری‌های ۲۰۰۰ و ۲۰۰۸ نشان می‌دهد شمار ساموآیی‌های ساکن سرزمین اصلی آمریکا چهار برابر این مقدار است. کالیفرنیا بیشترین جمعیت ساموآیی را دارد؛ کانون‌هایی در منطقه خلیج سان فرانسیسکو، شهرستان لس آنجلس و شهرستان سن دیگو دیده می‌شود. سان فرانسیسکو حدود ۲٬۰۰۰ نفر با تبار ساموآیی دارد و شهرهای دیگر ناحیهٔ خلیج مانند ایست پالو آلتو و دیلی سیتی نیز جامعه‌های ساموآیی دارند. در شهرستان لس‌آنجلس، لانگ بیچ و کارسون و نیز در اوشن ساید (کالیفرنیا) در شهرستان سن‌دیگو، جامعه‌های پرشماری از ساموآیی‌ها ساکن‌اند. دیگر نواحی کلانشهری ساحل غربی آمریکا مانند سیاتل نیز جوامع نیرومندی از ساموآیی‌ها دارند، عمدتاً در شهرستان کینگ و تاکوما. انکوریج در آلاسکا و هونولولو در هاوایی هر یک هزاران ساموآییِ آمریکایی را در خود جای داده‌اند. افرادِ زادهٔ ساموآی آمریکا «اتباع ایالات متحده» هستند نه شهروند ایالات متحده آمریکا؛ این تنها وضعیتی است که در آن فرد «اتباع» است ولی «شهروند» نیست. از همین رو، ساموآیی‌ها می‌توانند به هاوایی یا سرزمین اصلی آمریکا نقل‌مکان کنند و نسبتاً آسان‌تر به شهروندی دست یابند. مانند بومیان هاوایی، ساموآیی‌ها نیز در سدهٔ بیستم به‌عنوان کارگران کشاورزی و کارگران کارخانه به سرزمین اصلی آمدند. در جاهای دیگر آمریکا، حضور ساموآیی‌ها در سراسر ایالت [[یوتا] و نیز در کایلین، نورفک و ایندیپندنس چشمگیر است.
آمریکایی تونگایی‌تبار به کسی گفته می‌شود که از تبار تونگایی باشد. یوتا بیشترین جمعیت تونگاییِ آمریکایی را دارد و پس از آن هاوایی قرار می‌گیرد. بسیاری از نخستین تونگایی‌هایی که به ایالات متحده آمدند به‌واسطهٔ پیوند با کلیسای عیسی مسیح مقدسین آخرین زمان مهاجرت کردند. آنان در بخش‌هایی از دره دریاچه نمک در یوتا، به‌ویژه وست ولی سیتی و سالت‌لیک‌سیتی، حضور پررنگی دارند. نسبت تونگایی‌ها در یوتا حدود یک درصد است، که در برابر سهم کمتر از ۰٫۰۲٪ از کل جمعیت آمریکا رقم بالایی به‌شمار می‌رود. جامعه‌های تونگایی در ساحل غربی آمریکا نیز رایج‌ترند، مانند شهرستان سن ماتئو، برخی نواحی ساوت‌بی در شهرستان لس‌آنجلس و کلان‌شهر سیاتل–تاکوما در واشینگتن. پورتلند  نیز میزبان جامعه‌ای از تونگایی‌هاست که مهاجرت‌شان از دههٔ ۱۹۷۰ آغاز شد. در پیرامون دالاس، حومهٔ یولس (تگزاس) نیز جمعیتی چند هزار نفری از تونگایی‌ها دارد.